# Željko Pahek
Željko Pahek, hrvaški in srbski stripar, ilustrator in slikar, *1954, Županja, Hrvaška. 
Na Pedagoški akademiji v Beogradu je študiral slikarstvo do leta 1980. Profesionalno se ukvarja s stripom in z ilustracijo. Je dolgoletni stalni sodelavec Heavy Metal Magazine ZDA.

## Izdani stripi
- Astro-iđani, Jugoslavija /Srbija/, 1981-1983. (Albumi, srbski: 1986, 2007. in 2009.)
- Legija nepromočivih, Jugoslavija /Srbija/, 1985 (Albumi, srbski: 1997. in 2010. "La Légion des Imperméables" (francosko);[1] "The Legion Of The Waterproof" (angleško))
- Once upon a time in the future, ZDA, 1991.
- Depilacija mozga (knjiga karikatura), Jugoslavija /Srbija/, 1997.
- Badi kukavica i druge priče, Jugoslavija /Srbija/, 2001.
- Moby Dick 1-2, scenario Žan-Pjer Peko, Francija, 2005.
- Avili! Avili!, Srbija, 2012.
- 1300 kadrova, Bosna in Hercegovina, 2014.
- Error Data (Chronicles by a Burnt Out Robot), Anglija, 2016.[2]

Antologije
- Durch Bruch, Nemčija, 1990. (Alias: Breakthrough, Après le mur, Falomlás, Der var engang en mur, Murros: Rautaesirippu repeää...)
- 15 Years of Heavy Metal: The World's Foremost Illustrated Fantasy Magazine, ZDA, 1992.
- Signed by War — Getekend door de oorlog („Potpisano ratom”), Nizozemska, 1994.
- 20 Years of Heavy Metal, ZDA, 1997.
- Heavy Metal Magazine: 35th anniversary issue", ZDA, 2012.
- Balkan Comics Connections: Comics from the ex-YU Countries, Združeno kraljestvo, 2013.
- Odbrana utopije, Srbija, 2014.
- Sarajevski atentat, BiH, 2016.

Kolorist
- „Jeremiah” Hermanna Huppna
- „Stolpi Boa-Morija” Hermanna